# 村上藤太郎
村上 藤太郎（むらかみ とうたろう、1895年〈明治28年〉2月21日 - 2004年〈平成16年〉7月30日）は、男性長寿日本一だった人物。
兵庫県八鹿町（現・養父市）生まれ。1910年ごろ病気を機に金光教に入信。1946年から朝来教会教会長を務めた。2002年までは朝の祈祷を日課としていた。2003年ごろからは自室で休むことが多く、2004年6月から体調を崩し入院していた。
2004年7月、腎不全のため兵庫県和田山町（現・朝来市）の病院で死去。109歳160日没。